# Dino Alfieri
Edoardo "Dino" Alfieri, född 8 december 1886 i Bologna, död 12 december 1966, var en italiensk diplomat och politiker.

## Biografi
Alfieri deltog från omkring 1910 i Enrico Corradinis nationalistiska rörelse, var under första världskriget kavalleriofficer och ledde sedan fascisterna i Milano fram till Marschen mot Rom. Han blev 1927 deputerad, var understatssekreterare i korporationsministeriet 1929-32, partiets organisationschef 1932-34, understatssekreterare 1935-36 och 1936-39 chef för press- och propagandaministeriet. 1939-40 var Alfieri ambassadör i Vatikanen, 1940-43 i Berlin. Vid det fascistiska stora rådets möte 24-25 juli 1943 tillhörde Alfieri en av de sjutton ledamöter som röstade för Benito Mussolinis avgång.